# El Faro d'Erill
El Faro d'Erill, també anomenat Corona del Pinar, és una muntanya de 2.061,6 metres que es troba al municipi de la Vall de Boí, a la comarca de l'Alta Ribagorça.
Està situat prop del límit de ponent del terme municipal, a ponent d'Erill la Vall i al sud del Pic d'Erill.